# コロンビア特別区空軍州兵
コロンビア特別区空軍州兵(英語: District of Columbia Air National Guard)はコロンビア特別区における空軍州兵。コロンビア特別区内には飛行場がないため、メリーランド州アンドルーズ統合基地に展開している。

## 概説
コロンビア特別区空軍州兵は、他の空軍州兵と同様にアメリカ軍の予備部隊である。
コロンビア特別区空軍州兵の目的は、以下の2つである。
戦時における連邦軍への予備戦力（兵員・部隊）の提供サービスおよび戦闘を含む各種任務支援、平時においての国内における災害救援・治安維持・暴動鎮圧等。
ただし、他州の空軍州兵が平時には各州知事の指揮下にあるのに対し、コロンビア特別区空軍州兵はワシントンD.C.市長（コロンビア特別区長）の指揮下になく、常に連邦政府の指揮下にある。
最高指揮官はアメリカ合衆国大統領であり、災害時など、空軍州兵の動員が必要な際は、ワシントンD.C.市長が大統領に動員を要請することとなる。

## 部隊
- 第113航空団（英語版）(113th Wing)
  - 第113作戦群(113th Operation Group)
第121戦闘飛行隊（英語版）(121st Fighter Squadron)：F-16C/Dを装備
  - 第113医務中隊(113th Medical Squadron)
  - 第113任務支援群(113th Mission Support Group)
  - 第201空輸飛行隊（英語版）(201st Airlift Squadron)：C-40C、C-38A（英語版）を装備
  - 第113整備中隊(113th Maintenance Squadron)

## 歴史
コロンビア特別区空軍州兵は1941年4月10日に第121観測飛行隊(121st Obsevation Squadron)として創設された。同年9月1日、アメリカ陸軍航空隊の増強の一環として現役に服する。
2001年9月11日のアメリカ同時多発テロの後、本空軍州兵の全部隊がテロとの戦いのために配備され、同日にはワシントンD.C.上空を飛行する航空機の中でも脅威となるものを撃墜する許可が与えられた。同年9月14日より、アメリカ本土防空任務であるノーブル・イーグル作戦に参加している。
最近では、エンデュアリング・フリーダム作戦やイラク・フリーダム作戦などで海外展開している。